# Агар, Жан-Мишель
Граф  Жа́н Антуа́н Мише́ль Ага́р  (фр. Jean-Antoine-Michelle Agar; 1771–1844) — французский государственный деятель.

## Биография
Родился в 1771 году в Меркюэсе (фр.). В 1804 году он был членом законодательного собрания. Потом возведен Мюратом в звание министра финансов, в великом герцогстве Бергском. Впоследствии он сопровождал Мюрата в Неаполь, был поверенным во всех его политических планах, и убедил действовать против Наполеона. В 1815 году Агар был некоторое время государственным секретарем.
После смерти Мюрата он сопровождал королеву Каролину Мюрат, вдову Мюрата и сестру Наполеона, в изгнание в Австрию (в конечном итоге её местом жительства стал Триест), после чего возвратился во Францию, где написал несколько сочинений против финансового управления Виллеля, министра финансов, а затем и премьер-министра Второй реставрации.